# Stefan Edberg
Stefan Bengt Edberg (Västervik, 19 januari 1966) is een voormalig tennisser uit Zweden.
Edberg is een van de meest succesvolle Zweedse tennissers ooit en na Björn Borg en Mats Wilander de derde Zweed die de top van de ATP-ranglijst haalde. Hij woonde geruime tijd in Londen. Hij speelde zeer aanvallend tennis, serve-volley maar kwam ook veel naar het net tijdens return games. Hij won in totaal 42 enkel- en 18 dubbelspeltitels. Hij won zes grandslamtitels in het enkelspel. Hij verdiende in zijn carrière ruim 20 miljoen dollar aan prijzengeld. Hij speelde 1076 wedstrijden, waarvan hij er 806 won.

## Carrière
Edberg werd prof in 1983, na enkele goede jaren bij de junioren achter de rug te hebben. In 1983 won hij alle vier grandslamtoernooien bij de junioren, een prestatie die tot op heden niet is herhaald. Het duurde een jaar voordat hij zijn eerste proftitel pakte. Dat gebeurde in het Italiaanse Milaan. In datzelfde jaar won hij ook goud op de Olympische Spelen toen tennis nog maar een demonstratiesport was. Zijn eerste grand slam won hij in 1985 toen hij de beste was in Melbourne op de Australian Open. Edberg versloeg landgenoot Mats Wilander (6-4, 6-3, 6-3) in de finale. Twee jaar later won hij de Open Australische tenniskampioenschappen opnieuw. Nu versloeg hij de Australiër Pat Cash met 6-3, 6-4, 3-6, 5-7 en 6-3 in de finale. Hij bereikte daarnaast nog 3 finales in Australië in '90, '92 en 1993 maar verloor die alle drie.
In het jaar 1988 won hij voor de eerste keer op het heilige gras van Wimbledon. In de finale versloeg hij de 20-jarige Boris Becker uit Duitsland in vier sets: 4-6, 7-6, 6-4, 6-2. In 1989 verloor hij de finale van diezelfde Becker, met 7-6 (0), 6-0 en 6-4.
Een jaar later wist hij zijn rivaal Becker te verslaan in de finale met 6-2, 6-2, 3-6, 3-6 en 6-4 als eindscore.
Van de vier grandslamtoernooien is Roland Garros het enige dat Edberg niet op zijn palmares heeft. Eén keer bereikte hij de eindstrijd (1989), maar verloor die tegen de toen nog 17-jarige Amerikaan Michael Chang.
Op de snelle hardcourtbanen van Flushing Meadows op de US Open was hij twee jaar op rij de sterkste. In 1991 en 1992 versloeg hij de Amerikanen Jim Courier (6-2 6-4 6-0) en Pete Sampras (3-6, 6-4, 7-6, 6-2).
In 1995 won Edberg zijn laatste enkelspeltitel in Doha en een jaar later stopte hij met professioneel tennis.
In 2004 werd hij opgenomen in de prestigieuze Tennis Hall of Fame. Tegenwoordig laat hij zich regelmatig zien op de Champions tour en was hij in 2014 en 2015 coach van Roger Federer.

## Enkele feiten uit zijn carrière
- Bereikte voor de eerste keer de nummer 1-positie op de ATP-ranglijst op 24 augustus 1990 en bezette die plaats voor 72 weken.
- Sloot twee keer het jaar af als nummer 1 op de wereldranglijst: in 1991 en  1992.
- Won als een van de weinigen Wimbledon zowel bij de junioren als bij de senioren: in 1983 als junior, in 1988 als senior. Anderen die hetzelfde presteerden zijn Björn Borg (j:1972, s:1976), Pat Cash (j:1982, s:1987) en Roger Federer (j:1998, s:2003)
- Naast 6 grandslamtitels won Edberg ook vier Masters Series Titels: Indian Wells TMS, Cincinnati TMS en Parijs TMS in 1990 en Hamburg TMS in 1992.
- Behaalde olympisch goud op de Spelen van 1984 in Los Angeles (demonstratiesport) en brons bij de Spelen van 1988 in Seoel.
- Maakte deel uit van het Zweedse Davis Cup-team van 1984 tot 1996 waarin hij 47 wedstrijden won en er 23 verloor. In 1984, 1985 en 1994 won Zweden de Davis Cup en speelde daarnaast ook nog in vier finales. Edberg heeft samen met Ove Bengston het record van meest aantal jaren (13) in de Davis Cup gespeeld te hebben.
- Is een van de twee spelers, naast John McEnroe, die zowel nummer 1 is geweest in het enkel- als in het dubbelspel.
- Was deelnemer aan 54 opeenvolgende grandslamtoernooien.
- Werd in 2004 opgenomen in de Tennis Hall of Fame in Newport.
- Vanaf 1996 looft de ATP een gerenommeerde prijs uit die naar Edberg vernoemd is: de Stefan Edberg Sportmanship Award. De ATP beloont met deze prijs een speler voor zijn goed gedrag zowel op als naast het veld.
- De enige speler tot nu toe die als junior een grand slam won (1983).

## Palmares
| Legenda                       | Legenda               |
| ----------------------------- | --------------------- |
| Grand Slam                    |                       |
| Olympische Spelen             |                       |
| tot 2009                      | vanaf 2009            |
| Tennis Masters Cup            | ATP Finals            |
| ATP Masters Series            | ATP Tour Masters 1000 |
| ATP International Series Gold | ATP Tour 500          |
| ATP International Series      | ATP Tour 250          |

### Enkelspel
| Nr.              | Datum             | Toernooi                     | Ondergrond    | Tegenstander in finale | Score                       |         |
| ---------------- | ----------------- | ---------------------------- | ------------- | ---------------------- | --------------------------- | ------- |
| gewonnen finales |                   |                              |               |                        |                             |         |
| 1.               | 25 maart 1984     | Milaan                       | Tapijt (i)    | Mats Wilander          | 6-4, 6-2                    |         |
| 2.               | 4 februari 1985   | Memphis                      | Tapijt (i)    | Yannick Noah           | 6-1, 6-0                    |         |
| 3.               | 30 september 1985 | San Francisco                | Tapijt (i)    | Johan Kriek            | 6-4, 6-2                    |         |
| 4.               | 21 oktober 1985   | Bazel (1)                    | Hardcourt (i) | Yannick Noah           | 6-7(7), 6-4, 7-6(5), 6-1    |         |
| 5.               | 9 december 1985   | Australian Open (1)          | Gras          | Mats Wilander          | 6-4, 6-3, 6-3               | details |
| 6.               | 14 juli 1986      | Gstaad                       | Gravel        | Roland Stadler         | 7-5, 4-6, 6-1, 4-6, 6-2     |         |
| 7.               | 20 oktober 1986   | Bazel (2)                    | Hardcourt (i) | Yannick Noah           | 7-6(5), 6-2, 6-7(7), 7-6(5) |         |
| 8.               | 10 november 1986  | Stockholm (1)                | Hardcourt (i) | Mats Wilander          | 6-2, 6-1, 6-1               | details |
| 9.               | 26 januari 1987   | Australian Open (2)          | Gras          | Pat Cash               | 6-3, 6-4, 3-6, 5-7, 6-3     | details |
| 10.              | 16 februari 1987  | Memphis (2)                  | Hardcourt (i) | Jimmy Connors          | 6-3, 2-1, opgave            |         |
| 11.              | 23 maart 1987     | Rotterdam (1)                | Tapijt (i)    | John McEnroe           | 3-6, 6-3, 6-1               | details |
| 12.              | 20 april 1987     | Tokio (1)                    | Hardcourt     | David Pate             | 7-6(2), 6-4                 |         |
| 13.              | 24 augustus 1987  | Cincinnati (1)               | Hardcourt     | Boris Becker           | 6-4, 6-1                    |         |
| 14.              | 26 oktober 1987   | Tokio (indoor) (1)           | Tapijt (i)    | Ivan Lendl             | 6-7(7), 6-4, 6-4            |         |
| 15.              | 9 november 1987   | Stockholm (2)                | Hardcourt (i) | Jonas Svensson         | 7-5, 6-2, 4-6, 6-4          | details |
| 16.              | 15 februari 1988  | Rotterdam (2)                | Tapijt (i)    | Miloslav Mečíř         | 7-6(5), 6-2                 | details |
| 17.              | 4 juli 1988       | Wimbledon (1)                | Gras          | Boris Becker           | 4-6, 7-6(2), 6-4, 6-2       | details |
| 18.              | 10 oktober 1988   | Bazel (3)                    | Hardcourt (i) | Jakob Hlasek           | 7-5, 6-3, 3-6, 6-2          |         |
| 19.              | 24 april 1989     | Tokio (2)                    | Hardcourt     | Ivan Lendl             | 6-3, 2-6, 6-4               |         |
| 20.              | 4 december 1989   | New York                     | Tapijt (i)    | Boris Becker           | 4-6, 7-6(6), 6-3, 6-1       | details |
| 21.              | 12 maart 1990     | ATP Indian Wells             | Hardcourt     | Andre Agassi           | 6-4, 5-7, 7-6(1), 7-6(6)    | details |
| 22.              | 16 april 1990     | ATP Tokio (3)                | Hardcourt     | Aaron Krickstein       | 6-4, 7-5                    | details |
| 23.              | 9 juli 1990       | Wimbledon (2)                | Gras          | Boris Becker           | 6-2, 6-2, 3-6, 3-6, 6-4     | details |
| 24.              | 6 augustus 1990   | ATP Los Angeles              | Hardcourt     | Michael Chang          | 7-6(4), 2-6, 7-6(3)         | details |
| 25.              | 13 augustus 1990  | ATP Cincinnati (2)           | Hardcourt     | Brad Gilbert           | 6-1, 6-1                    | details |
| 26.              | 27 augustus 1990  | ATP Long Island              | Hardcourt     | Goran Ivanišević       | 7-6(3), 6-3                 | details |
| 27.              | 5 november 1990   | ATP Parijs                   | Tapijt (i)    | Boris Becker           | 3-3, opgave                 | details |
| 28.              | 25 februari 1991  | ATP Stuttgart (1)            | Tapijt (i)    | Jonas Svensson         | 6-2, 3-6, 7-5, 6-2          | details |
| 29.              | 15 april 1991     | ATP Tokio (4)                | Hardcourt     | Ivan Lendl             | 6-1, 7-5, 6-0               | details |
| 30.              | 17 juni 1991      | ATP Londen                   | Gras          | David Wheaton          | 6-2, 6-3                    | details |
| 31.              | 9 september 1991  | US open (1)                  | Hardcourt     | Jim Courier            | 6-2, 6-4, 6-0               | details |
| 32.              | 7 oktober 1991    | ATP Sydney                   | Hardcourt (i) | Brad Gilbert           | 6-2, 6-2, 6-2               | details |
| 33.              | 14 oktober 1991   | ATP Tokio (indoor) (2)       | Tapijt (i)    | Derrick Rostagno       | 6-3, 1-6, 6-2               | details |
| 34.              | 11 mei 1992       | ATP Hamburg                  | Gravel        | Michael Stich          | 5-7, 6-4, 6-1               | details |
| 35.              | 24 augustus 1992  | ATP New Haven                | Hardcourt     | MaliVai Washington     | 7-6(4), 6-1                 | details |
| 36.              | 14 september 1992 | US Open (2)                  | Hardcourt     | Pete Sampras           | 3-6, 6-4, 7-6(5), 6-2       | details |
| 37.              | 26 april 1993     | ATP Madrid                   | Gravel        | Sergi Bruguera         | 6-3, 6-3, 6-2               | details |
| 38.              | 10 januari 1994   | ATP Doha (1)                 | Hardcourt     | Paul Haarhuis          | 6-3, 6-2                    | details |
| 39.              | 21 februari 1994  | ATP Stuttgart (indoor)(2)    | Tapijt (i)    | Goran Ivanišević       | 4-6, 6-4, 6-2, 6-2          | details |
| 40.              | 25 juli 1994      | ATP Washington               | Hardcourt     | Jason Stoltenberg      | 6-4, 6-2                    | details |
| 41.              | 9 januari 1995    | ATP Doha (2)                 | Hardcourt     | Magnus Larsson         | 7-6(4), 6-1                 | details |
| verloren finales |                   |                              |               |                        |                             |         |
| 1.               | 22 juli 1985      | Båstad                       | Gravel        | Mats Wilander          | 6-1, 6-0                    |         |
| 2.               | 23 september 1985 | Los Angeles                  | Hardcourt     | Paul Annacone          | 7-6, 6-7, 7-6               |         |
| 3.               | 9 februari 1986   | Memphis                      | Tapijt (i)    | Brad Gilbert           | 7-5, 7-6                    |         |
| 4.               | 18 augustus 1986  | Toronto                      | Hardcourt     | Boris Becker           | 6-4, 3-6, 6-3               |         |
| 5.               | 22 september 1986 | Los Angeles (2)              | Hardcourt     | John McEnroe           | 6-2, 6-3                    |         |
| 6.               | 27 oktober 1986   | Tokio (indoor)               | Tapijt (i)    | Boris Becker           | 7-6, 6-1                    |         |
| 7.               | 23 februari 1987  | Indian Wells                 | Hardcourt     | Boris Becker           | 6-4, 6-4, 7-5               |         |
| 8.               | 3 augustus 1987   | Båstad (2)                   | Gravel        | Joakim Nyström         | 4-6, 6-0, 6-3               |         |
| 9.               | 17 augustus 1987  | Montréal                     | Hardcourt     | Ivan Lendl             | 6-4, 7-6                    |         |
| 10.              | 28 september 1987 | Los Angeles (3)              | Hardcourt     | David Pate             | 6-4, 6-4                    |         |
| 11.              | 10 april 1988     | WCT Finals Dallas            | Tapijt (i)    | Boris Becker           | 6-4, 1-6, 7-5, 6-2          |         |
| 12.              | 18 april 1988     | Tokio                        | Hardcourt     | John McEnroe           | 6-2, 6-2                    |         |
| 13.              | 13 juni 1988      | Londen                       | Gras          | Boris Becker           | 6-1, 3-6, 6-3               |         |
| 14.              | 22 augustus 1988  | Cincinnati                   | Hardcourt     | Mats Wilander          | 3-6, 7-6, 7-6               |         |
| 15.              | 13 maart 1989     | Scottsdale                   | Hardcourt     | Ivan Lendl             | 6-2, 6-3                    |         |
| 16.              | 12 juni 1989      | Roland Garros                | Gravel        | Michael Chang          | 6-1, 3-6, 4-6, 6-4, 6-2     | details |
| 17.              | 10 juli 1989      | Wimbledon                    | Gras          | Boris Becker           | 6-0, 7-6, 6-4               | details |
| 18.              | 21 augustus 1989  | Cincinnati (2)               | Hardcourt     | Brad Gilbert           | 6-4, 2-6, 7-6               |         |
| 19.              | 9 oktober 1989    | Bazel                        | Hardcourt (i) | Jim Courier            | 7-6, 3-6, 2-6, 6-0, 7-5     |         |
| 20.              | 6 november 1989   | Parijs                       | Tapijt (i)    | Boris Becker           | 6-4, 6-3, 6-3               |         |
| 21.              | 29 januari 1990   | Australian Open              | Hardcourt     | Ivan Lendl             | 4-6, 7-6, 5-2, opgave       | details |
| 22.              | 26 maart 1990     | ATP Miami                    | Hardcourt     | Andre Agassi           | 6-1, 6-4, 0-6, 6-2          | details |
| 23.              | 8 oktober 1990    | ATP Sydney (indoor)          | Hardcourt (i) | Boris Becker           | 7-6, 6-4, 6-4               | details |
| 24.              | 29 oktober 1990   | ATP Stockholm                | Tapijt (i)    | Boris Becker           | 6-4, 6-0, 6-3               | details |
| 25.              | 19 november 1990  | Tennis Masters Cup Frankfurt | Tapijt (i)    | Andre Agassi           | 5-7, 7-6, 7-5, 6-2          | details |
| 26.              | 26 augustus 1991  | ATP Long Island              | Hardcourt     | Ivan Lendl             | 6-3, 6-2                    | details |
| 27.              | 28 oktober 1991   | ATP Stockholm (2)            | Tapijt (i)    | Boris Becker           | 3-6, 6-4, 1-6, 6-2, 6-2     | details |
| 28.              | 27 januari 1992   | Australian Open (2)          | Hardcourt     | Jim Courier            | 6-3, 3-6, 6-4, 6-2          | details |
| 29.              | 24 februari 1992  | ATP Stuttgart (indoor)       | Tapijt (i)    | Goran Ivanišević       | 6-7, 6-3, 6-4, 6-4          | details |
| 30.              | 12 oktober 1992   | ATP Sydney (indoor) (2)      | Hardcourt (i) | Goran Ivanišević       | 6-4, 6-2, 6-4               | details |
| 31.              | 1 februari 1993   | Australian Open (3)          | Hardcourt     | Jim Courier            | 6-2, 6-1, 2-6, 7-5          | details |
| 32.              | 16 augustus 1993  | ATP Cincinnati (3)           | Hardcourt     | Michael Chang          | 7-5, 0-6, 6-4               | details |
| 33.              | 4 oktober 1993    | ATP Bazel (2)                | Hardcourt (i) | Michael Stich          | 6-4, 6-7, 6-3, 6-2          | details |
| 34.              | 15 augustus 1994  | ATP Cincinnati (4)           | Hardcourt     | Michael Chang          | 6-2, 7-5                    | details |
| 35.              | 24 juli 1995      | ATP Washington               | Hardcourt     | Andre Agassi           | 6-4, 2-6, 7-5               | details |
| 36.              | 17 juni 1996      | ATP Londen (2)               | Gras          | Boris Becker           | 6-4, 7-6                    | details |

## Resultaten grandslamtoernooien
| Legenda | Legenda                          |
| ------- | -------------------------------- |
| g.t.    | geen toernooi gehouden           |
| l.c.    | lagere categorie                 |
| –       | niet deelgenomen                 |
| G       | uitgeschakeld in de groepsfase   |
| 1R      | uitgeschakeld in de eerste ronde |
| 2R      | uitgeschakeld in de tweede ronde |
| 3R      | uitgeschakeld in de derde ronde  |
| 4R      | uitgeschakeld in de vierde ronde |
| KF      | uitgeschakeld in de kwartfinale  |
| HF      | uitgeschakeld in de halve finale |
| F       | de finale verloren               |
| W       | het toernooi gewonnen            |
| w-v     | winst/verlies-balans             |

### Enkelspel
| Australian Open    | 2R    | KF    | W     | g.t.  | W     | HF    | KF    | F     | HF    | F     | F     | HF    | 4R    | 2R    | 2 / 13 | 56-10  |
| Roland Garros      | –     | 2R    | KF    | 2R    | 2R    | 4R    | F     | 1R    | KF    | 3R    | KF    | 1R    | 2R    | 4R    | 0 / 13 | 30-13  |
| Wimbledon          | 2R    | 2R    | 4R    | 3R    | HF    | W     | F     | W     | HF    | KF    | HF    | 2R    | 2R    | 2R    | 2 / 14 | 49-12  |
| US Open            | 1R    | 2R    | 4R    | HF    | HF    | 4R    | 4R    | 1R    | W     | W     | 2R    | 3R    | 3R    | KF    | 2 / 14 | 43-12  |
| SR                 | 0 / 3 | 0 / 4 | 1 / 4 | 0 / 3 | 1 / 4 | 1 / 4 | 0 / 4 | 1 / 4 | 1 / 4 | 1 / 4 | 0 / 4 | 0 / 4 | 0 / 4 | 0 / 4 | 6 / 54 | 178-47 |
| Tennis Masters Cup |       |       |       |       |       |       |       |       |       |       |       |       |       |       |        |        |
| Masters Cup        | –     | –     | 1R    | HF    | HF    | HF    | W     | F     | –     | G     | G     | G     | –     | –     | 1 / 9  | 18-14  |

SR = ratio tussen aantal gewonnen enkelspeltoernooien en deelnames (aan grandslamtoernooien)

### Mannendubbelspel
| toernooi        | 1983 | 1984 | 1985 | 1986 | 1987 | 1988 | 1989 | 1990 | 1991 | 1992 | 1993 | 1994 | 1995 | 1996 |
| --------------- | ---- | ---- | ---- | ---- | ---- | ---- | ---- | ---- | ---- | ---- | ---- | ---- | ---- | ---- |
| Australian Open | 1R   | 3R   | 2R   | g.t. | W    | –    | KF   | KF   | 1R   | 1R   | 3R   | 3R   | –    | W    |
| Roland Garros   | –    | KF   | HF   | F    | –    | –    | –    | –    | –    | –    | HF   | –    | –    | 3R   |
| Wimbledon       | 1R   | 3R   | 3R   | 1R   | HF   | –    | –    | –    | –    | –    | –    | –    | –    | –    |
| US Open         | 3R   | F    | 2R   | 2R   | W    | –    | –    | –    | –    | –    | –    | –    | 1R   | –    |

## Tennis Masters Series (4)
| Datum           | Toernooi         | Tegenstander  | Score              |
| --------------- | ---------------- | ------------- | ------------------ |
| 5 maart 1990    | ATP Indian Wells | Andre Agassi  | 6-4, 5-7, 7-6, 7-6 |
| 6 augustus 1990 | ATP Cincinnati   | Brad Gilbert  | 6-1, 6-1           |
| 29 oktober 1990 | ATP Parijs       | Boris Becker  | 3-3, opg.          |
| 4 mei 1992      | ATP Hamburg      | Michael Stich | 5-7, 6-4, 6-1      |